# Platynectes neoguineensis
Platynectes neoguineensis är en skalbaggsart som beskrevs av Borislav Guéorguiev och Rocchi 1993. Platynectes neoguineensis ingår i släktet Platynectes och familjen dykare. Inga underarter finns listade i Catalogue of Life.